# Periclimenaeus pearsei
Periclimenaeus pearsei är en kräftdjursart som först beskrevs av Schmitt 1932.  Periclimenaeus pearsei ingår i släktet Periclimenaeus och familjen Palaemonidae. Inga underarter finns listade i Catalogue of Life.